# Huntsville Unit
La Huntsville Unit (l'« unité de Huntsville ») ou Texas State Penitentiary at Huntsville (« Pénitencier de l'État du Texas à Huntsville »), aussi appelée Walls Unit, est une prison américaine située à Huntsville au Texas. Ouverte en 1849, elle est gérée par le département de justice criminelle du Texas (en).
La Huntsville Unit est la seule prison habilitée à appliquer la peine de mort au Texas ; c'est donc là que se trouve la seule chambre d'exécution (en) de l'État,. 
Le couloir de la mort pour les hommes est situé dans l’Allan B. Polunsky Unit à West Livingston et celui des femmes dans la Mountain View Unit (en) à Gatesville. Chaque exécution nécessite donc un transfert vers la Huntsville Unit.